# Melomys frigicola
Melomys frigicola is een knaagdier uit het geslacht Melomys dat voorkomt in de Snow Mountains en de nabijgelegen Baliemvallei, op 1600 tot 2800 m hoogte. Deze soort werd vroeger als een ondersoort van M. lutillus gezien, maar Menzies (1996) maakte hem een aparte soort, omdat hij in een morfometrische analyse duidelijk van M. lutillus verschilde. Hoewel M. frigicola sterk lijkt op M. lutillus verschilt hij daarvan doordat hij iets groter is (vooral de bullae zijn groot, maar het rostrum is juist vrij kort) en doordat de vacht dikker is. De kop-romplengte bedraagt 101 tot 135 mm en de achtervoetlengte 23 tot 29 mm. Waarschijnlijk leeft M. frigicola net als zijn verwanten in graslandgebieden.